# Seria 130.500
Locomotivele Seria 130.500 au fost utilizate pentru tractarea trenurilor de călători pe liniile de șes, pe raza de activitate a Depourilor București, Fetești, Adjud, Bacău, Iași.